# ゴニル
ゴニル（1987年11月5日 - ）は、韓国のアイドルグループSUPERNOVA（旧・超新星）のメンバー。
2016年4月から兵役による入隊のため、一時芸能活動を中止。2018年1月に除隊した。

## プロフィール
- 身長187cm、体重70kg。血液型はB型。
- 本名はパク・ゴニル。
- 超新星のメンバーでは最年少だが、一番身長が高く脚がとても長い。
- ニックネームはKEN、健ちゃん。（名前の漢字表記が「健一」である為）
- イギリス留学経験があるため、英語が得意。
- 趣味は運動、作詞、絵、映画鑑賞、靴収集、音楽鑑賞、スケボー。
- 特技はダンス、演技、ラップ、テコンドー、英語。
- 父はテレビ局のプロデューサー、母は脚本家[2]。
- 姉が一人いる。
- 好きな食べ物はラーメン、寿司、ビーフカレー。嫌いな食べ物はにんじん、豆。

## エピソード
- メンバーの中では1番ヘアスタイルの変化が多い。
- ダンスを覚えるのが早い（メンバー談）。
- ココイチのカレーが大好き。
- とてもおしゃべりである。
- もともと俳優を目指していたため、メンバーの中では1番ドラマへの出演に積極的である。
- グァンス、ジヒョクとは高校の頃から友達だったため特に仲がいい。
- ソンジェとは宿舎に住んでいた頃同じ部屋だったため仲がよく、ソンジェはメンバーの中で彼女にするならゴニルがいいと言っている。
- 好きな日本のアーティストはKREVA、m-flo、L'Arc-en-Ciel。

## 出演作品

### テレビドラマ

#### 韓国
- 紅の魂　私の中のあなた（原題：혼）（2009年、MBC） - チョン・シウ 役
- サイン（原題：싸인）（2011年、SBS）第1話 - ソ・ユンヒョン 役
- 百済の王 クンチョゴワン（原題：근초고왕）（2011年、KBS） - スェコビ 役
- アモーレ・ミオ（原題：아모레미오）（2012年、KBS） - イ・ジングク 役
- 海雲台の恋人たち（原題：해운대 연인들）（2012年、KBS） - イ・ドンベク 役
- 私はチャン・ボリ!（2014年、MBC） - カン・ユチョン役
- 恋愛は面倒くさいけど寂しいのはいや！（2020年、MBC） - カン・ヒョンジン役

#### 日本
- 恋するメゾン。〜Rainbow Rose〜（2012年4月-6月、テレビ東京） - 裕一 役

### ミュージック・ビデオ
- ジヨン（KARA）「ワナドゥ」

### ミュージカル
- RUN TO YOU（2012年） - ジェミン 役

### 映画
- 君にラヴソングを（2010年） - ゴニル 役
- 僕たちのアフタースクール（2011年） - ゴニル 役

## 書籍

### 写真集
- 1stソロ写真集『Egoist』